# Xã Barrett, Quận Beadle, South Dakota
Xã Barrett (tiếng Anh: Barrett Township) là một xã thuộc quận Beadle, tiểu bang Nam Dakota, Hoa Kỳ. Năm 2010, dân số của xã này là 101 người.